# ایرپلی رقص/میکس شو
ایرپلی رقص/میکس شو (انگلیسی: Dance/Mix Show Airplay)، که قبلاً با نام ایرپلی داغ رقص (انگلیسی: Hot Dance Airplay) شناخته می‌شود، یک جدول موسیقی برای ایستگاه‌های رادیویی تحت نظارت موسیقی رقص الکترونیک است که هر هفته توسط مجلهٔ بیلبورد منتشر می‌شود.

## تاریخچه
این جدول در نتیجهٔ تأثیر کوچک اما تأثیرگذار موسیقی رقص الکترونیک بر رادیو در ایالات متحده و ایستگاه‌هایی که آن را برنامه‌ریزی می‌کنند، به‌وجود آمد. این جدول که نخستین بار تحت عنوان ایرپلی داغ رادیوی رقص در شماره ۲۵ اکتبر ۲۰۰۳ مجلهٔ بیلبورد شروع به کار کرد، در ابتدا ۲۵ ترانه با بیشترین پخش را در بین هشت ایستگاه رادیویی، که عمدتاً موسیقی رقص پخش می‌کردند، و توسط سامانه‌های داده‌های پخش نیلسن نظارت می‌شدند، رتبه‌بندی می‌کرد. در زمان انتشار این جدول برای نخستین بار، ترانهٔ «همانگونه که هستی» اثر میلکی به‌عنوان ترانهٔ شماره یک آن رتبه‌بندی شد، اما این ترانه پس از ده هفته تاریخچهٔ منتشرنشدهٔ جدول در این جایگاه قرار گرفته‌بود. ترانهٔ «مجنون عشق» اثر بیانسه به‌همراه جی‌زی هفت هفتهٔ اول جدول را که بیلبورد آن را به رسمیت شناخته‌است، در رتبهٔ اول سپری کرد.
با انتشار شمارهٔ مورخ ۱۹ نوامبر ۲۰۱۱، بیلبورد نام این جدول را به ایرپلی رقص/میکس شو تغییر داد تا تغییرات اعمال‌شده در روش این جدول را در نام آن منعکس کند. به‌جای رتبه‌بندی تعداد پخش‌های دریافتی ترانه‌ها در شش گزارش‌دهنده با فرمت رقص (چهار ایستگاه رادیویی زمینی، به‌علاوهٔ کانال بی‌پی‌ام سیریوس‌اکس‌ام و کانال دنس/الکترونیکا از میوزیک چویس)، پانل ایستگاه‌های تحت نظارت به‌گونه‌ای گسترش یافت که شامل پخش‌های میکس شوها در ۴۰ رادیوی جریان و ریتمیک در ساعت‌هایی شود که این ایستگاه‌ها برنامه‌های میکس شو را پخش می‌کنند.
در ۲۶ نوامبر ۲۰۱۴، ظرفیت این جدول ۲۵ آهنگه به ۴۰ جایگاه افزایش یافت (به‌اجرا درآمده از شمارهٔ ۶ دسامبر ۲۰۱۴) و به قطعه‌های رقص بیشتری اجازه داد تا در جدول گنجانده شوند و به‌طور همزمان از میزان پاپ‌گرایی این جدول کاسته شود.
در مقایسه با سایر جدول‌های موسیقی رقص، تعریف رادیوی تجاری آمریکا از موسیقی رقص احتمالاً حاشیه‌ای‌تر است؛ امری که در محتوای جدول منعکس می‌شود. پس از تغییراتی که در سال ۲۰۱۱ انجام شد، این جدول تا حدودی از هدف اولیهٔ خود یعنی رتبه‌بندی ترانه‌های رقص معمولی فاصله گرفت و به جای آن ترانه‌های پاپ و شهری ریمیکس‌شدهٔ بیشتری را به جای اشکال سنتی موسیقی رقص و/یا آثار موسیقایی هنرمندان موسیقی رقص اضافه کرد. با این حال، تا سال ۲۰۱۲، هجوم ترانه‌های موسیقی رقص الکترونیک به میکس شوها و افزودن دو خروجی رقص اضافی در میان آن‌هایی که تحت نظارت بودند، بار دیگر محتوای رقص موجود در این جدول را افزایش داد و در نتیجه تا حدودی تعداد ترانه‌های پاپ و آراندبی ریمیکس‌شده کاهش یافت. تا تاریخ ۲۹ اکتبر ۲۰۲۲، تک‌آهنگ شماره یک فعلی این جدول «من خوبم (آبی)» اثر دیوید گتا و بی‌بی رکسا بوده‌است.

## معیارهای جدول
۴۰ جالگاه در این جدول وجود دارد و رتبه‌بندی در آن صرفاً بر اساس پخش رادیویی انجام می‌گیرد. هشت ایستگاه (پنج ایستگاه زمینی، یک ایستگاه کابلی، یک ایستگاه ماهواره‌ای و یک سرویس اینترنتی آنلاین)، به‌عنوان گزارش‌دهندهٔ انحصاری این جدول خدمت می‌کنند و به‌صورت الکترونیکی ۲۴ ساعت شبانه روز، هفت روز هفته توسط سامانه‌های داده‌های پخش نیلسن تحت نظارت هستند. ترانه‌ها با محاسبهٔ تعداد کل تکرارها در هفته همراه با «برداشت مخاطب» آن رتبه‌بندی می‌شوند که مبتنی بر زمان دقیق پخش و داده‌های شنوندگان نیلسن اودیو برای هر ایستگاه است. این جدول همچنین شامل ۸۴ گزارش‌دهندهٔ جریان اصلی، بزرگسالان و ریتمیک منتخب برای ۴۰ ترانهٔ برتر است که در بخش از برنامه‌های خود به پخش میکس شو می‌پردازند.
ترانه‌هایی که بیشترین رشد را تجربه می‌کنند یک «گلوله» دریافت می‌کنند، اگرچه که ترانه‌هایی هم وجود دارند که اگر شناسایی‌های از دست رفتهٔ آن‌ها از درصد توقف پخش ایستگاه تحت نظارت بیشتر نشود، یک گلوله دریافت می‌کنند. جوایز «ایرپاور» به ترانه‌هایی تعلق می‌گیرد که برای نخستین بار در ۲۰ ترانهٔ برتر هم در جدول پخش و و هم جدول تماشاگر قرار می‌گیرند، اعطا می‌شود؛ در حالی که جایزهٔ «کسب‌کنندهٔ برتر» به ترانه‌هایی با بیشترین افزایش در شناسایی اعطا می‌شود. ترانه‌ای با شش تکرار یا بیشتر در هفتهٔ اول یک «ایرپلی افزوده» دریافت می‌کند. اگر ترانه‌ای برای بیشترین تعداد تکرار در یک هفته با یک ترانهٔ دیگر یکسان باشد، ترانه‌ای که بیشترین افزایش را نسبت به هفتهٔ قبل داشته‌است، رتبهٔ بالاتری خواهد داشت، اما اگر هر دو ترانه بدون توجه به برداشت‌ها تعداد تکرارهای یکسانی را نشان دهند، ترانه‌ای که در ایستگاه‌های بیشتری پخش می‌شود، رتبهٔ بالاتری خواهد داشت. ترانه‌هایی که به زیر ۱۵ آهنگ برتر نزول می‌کنند و برای ۲۶ هفته در جدول بوده‌اند، حذف می‌شوند و به وضعیت ۲۰ ترانهٔ تکراری می‌روند.

### هنرمندان با بیشترین هفته‌های حضور در شماره یک
کالوین هریس و ریانا با ترانهٔ «عشق را یافتیم» برای ۱۴ هفته، و با ترانهٔ «این چیزیه که براش اومدی» برای ۱۲ هفته جایگاه را با یکدیگر شریک بوده‌اند، اما هریس بیشترین هفته‌ها را در جدول ثبت کرده‌است؛ زیرا ۹ ترانهٔ دیگر او ۱۰ هفته یا بیشتر را در رتبهٔ اول سپری کرده‌اند.
| تعداد هفته‌ها | هنرمند      | منبع   |
| ------------ | ----------- | ------ |
| ۹۳           | کالوین هریس | [ ۷ ]  |
| ۵۷           | د چینسموکرز | [ ۸ ]  |
| ۴۴           | دوآ لیپا    | [ ۹ ]  |
| ۲۸           | مدونا       | [ ۱۰ ] |